# بی‌خدا (فیلم ۱۹۸۳)
بی‌خدا (به هندی: Nastik) فیلمی محصول سال ۱۹۸۳ و به کارگردانی پرامود چاکراوورتی است. در این فیلم بازیگرانی همچون آمیتاب باچان، هما مالینی، پران، ساریکا، امجد خان، بهارات بوشان، دون ورما ایفای نقش کرده‌اند.